# Leroy Grumman
Leroy Randle Grumman (ur. 4 stycznia 1895 w Huntington, zm. 4 października 1982 w Manhasset w stanie Nowy Jork) – amerykański konstruktor lotniczy, przemysłowiec, pilot i instruktor pilotażu.
Podczas I wojny światowej był pilotem doświadczalnym, oblatując samoloty Loening wytwórni Naval Aircraft Factory w Filadelfii. W 1919 został konstruktorem w wytwórni lotniczej Loening Aeronautical Engineering Company, 1929 założył własną wytwórnię Grumman Aircraft Engineering Corporation z siedzibą w Bethpage na nowojorskim Long Island, przekształconą później w Grumman Aerospace Corporation, współcześnie zaś Northrop Grumman. Wieloletni konstruktor w swoim przedsiębiorstwie, jeden z czołowych twórców najbardziej znanych samolotów myśliwskich i bombowych podczas II wojny światowej.